# Peter Hudson
Peter John Hudson (Nueva Norfolk, Australia, 19 de febrero de 1946) es un exfutbolista australiano que jugó para el Hawthorn Football Club de la Australian Football League (AFL), entonces conocido como la Victorian Football League (VFL), y por el New Norfolk Football Club y el Glenorchy Football Club de la Tasmanian Australian National Football League (TANFL).
Un prolífico goleador, tiene muchos récords de clubes, estacionales y de todos los tiempos, los más notables de los cuales son el promedio de goles más alto por partido para una carrera (5.64) y para la mayoría de los goles pateados en una temporada (150 en 1971 - empatado Bob Pratt). Para Hawthorne, lideró el club en goles en seis temporadas, ganó la Medalla Coleman cuatro veces y ganó la VFL Premiership en 1971.